# Synthetischer Sprachbau
Ein synthetischer Sprachbau ist in der Sprachtypologie nach August Wilhelm Schlegel ein Sprachbau, in dem die grammatische Funktion eines Wortes durch Flexion, also im Wort, kenntlich gemacht wird. Sprachen, in welchen dieses Bauprinzip vorherrscht, nennt man synthetische Sprachen. Wird also in einem Wort zugleich sowohl dessen Bedeutung als auch seine grammatischen Bestimmungen ausgedrückt, liegt ein synthetischer Sprachbau vor. Dies wird entweder durch Veränderungen am Wortstamm (Ablaut und/oder Umlaut) oder durch Affixe, also dem Voranstellen oder Anhängen von grammatischen Endungen erreicht. Dabei haben die einzelnen Affixe zumeist mehr als nur eine Bedeutung oder Funktion in dem jeweiligen Sprachgerüst.
Das gegenteilige Bauprinzip zeigen die analytischen Sprachen. Wilhelm von Humboldt hielt die Unterscheidung zwischen synthetischen und analytischen Sprachen für graduell und wenig relevant.

## Sprachen synthetischen Typs
Zu den synthetischen Sprachen gehören folgende Typen:
- Agglutinierende Sprachen (wie Finnisch, Ungarisch (Uralische Sprachen) oder  Türkisch (Turksprachen)), solche Sprachen verketten gebundene Morpheme hintereinander, welche dabei jeweils eindeutig ein einzelnes Merkmal versprachlichen,
- Polysynthetische Sprachen (fast alle indigenen nordamerikanischen Sprachen, wie beispielsweise die irokesischen Sprachen), solche Sprachen verketten gebundene und freie Morpheme hintereinander zu langen Wörtern und
- Flektierende Sprachen (fusionierende Sprachen) wie die meisten indogermanischen Sprachen. Solche Sprachen haben viele gebundene Morphe, die eine enge Verbindung mit den Kernmorphen eingehen, hierdurch werden komplexe morphologische Merkmalswerte versprachlicht.[2][3]

Generell lässt sich sagen, dass die wenigsten synthetischen Sprachen rein eine dieser Gruppen vertreten. Vielmehr überwiegt eines dieser Sprachkonzepte in einer konkreten Sprache.
Die westeuropäischen Sprachen tendieren generell zur Abschwächung ihrer Flexion und damit zum analytischen Sprachbau.

## Synthetische und analytische Formen
Als Beispiel diene ein Vergleich lateinischer Wortformen mit ihren deutschen Übersetzungen:
- Eine lateinische Form des Verbs audire ‚hören‘ ist audiatur (‚es werde gehört‘ oder ‚es soll gehört werden‘); das bedeutet, dass in dieser lateinischen Verbform die grammatischen Kategorien 3. Person, Singular, Präsens, Konjunktiv und Passiv ausgedrückt werden, die man im Deutschen mit drei oder vier Wörtern wiedergeben kann.
- Das lateinische Substantiv manus ‚Hand‘ hat einen Ablativ manū ‚mit der Hand‘; hier wird im Lateinischen in einer Wortform ausgedrückt, wozu man bei der deutschen Übersetzung drei Wörter benötigt.

Die beiden lateinischen Wörter sind Beispiele für den synthetischen Sprachbau (Bedeutung und grammatische Kategorien in einem Wort), die dazugehörigen deutschen Übersetzungen Beispiele für das analytische Verfahren (Bedeutung und grammatische Kategorien auf mehrere Wörter verteilt).
Als Beispiel für diese Entwicklung auch innerhalb des Deutschen der Beginn des Credo aus drei Zeitabschnitten. Der abnehmende Synthesegrad kommt darin zum Ausdruck, dass die Zahl der Wörter für den gleichen Textabschnitt zunimmt:
- Althochdeutsch, Ende des 8. Jahrhunderts: „Kilaubu in kot fater almahticun, kiskaft himiles enti erda“ (9 Wörter)
- Mittelhochdeutsch, 12. Jahrhundert: „Ich geloube an got vater almechtigen, schepfære himels und der erde“[6] (11 Wörter)
- Neuhochdeutsch („Apostolisches Glaubensbekenntnis“): „Ich glaube an Gott, den Vater, den Allmächtigen, den Schöpfer des Himmels und der Erde“ (15 Wörter)

## Schwächung und Stärkung synthetischer Elemente im Neuhochdeutschen
Die generelle Tendenz etwa im Deutschen ist eine Zunahme analytischer auf Kosten synthetisch gebildeter Formen (Schwächung der synthetischen Formen).

### Schwächung
Zu beobachten sind im Deutschen der Wegfall des synthetisch gebildeten Präteritums (ich sang oder ich kaufte) zugunsten des analytischeren haben- und sein-Perfekts (ich habe gesungen/gekauft) oder der Wegfall des Genitivs (das Auto meines Vaters) zugunsten einer Dativkonstruktion mit „von“ (das Auto von meinem Vater) bzw. in Dialekten mit Possessivpronomen (meinem Vater sein Auto). Auch wenn die genannten Formen noch nicht alle als hochsprachlich gelten, deutet sich in ihnen eine Entwicklungstendenz an. Auch der z. Z. noch häufiger verwendete synthetische Konjunktiv (er singe / er sänge) zeigt Abbautendenzen durch die Umschreibung mit „würde“ (er würde singen).

### Stärkung
Nur vereinzelt zeigen sich gegenläufige Tendenzen durch Aufkommen neuer synthetischer Formen.

#### Präpositionen
Eine Zunahme synthetischer Elemente im Deutschen zeichnet sich besonders bei den Präpositionen ab, die Dativ- oder Akkusativformen mit sich ziehen. Diese entwickeln sich durch Verschmelzungen mit den jeweiligen Artikeln zu einer Art von „flektierten Präpositionen“. Am weitesten ist dabei die Präposition ‚zu‘, bei der es im Singular bereits in der Schriftsprache in allen drei grammatikalischen Geschlechtern zu einer Verschmelzung mit dem Dativ-Artikel gekommen ist: aus zu dem Bahnhof, zu dem Gleis und zu der Fahrkarteninformation wurde dabei zum Bahnhof, zum Gleis und zur Fahrkarteninformation. Bei anderen Präpositionen ist diese Verschmelzung z. Z. nur teilweise, d. h. in Maskulinum und Neutrum, vollzogen, die im Dativ ohnehin dieselbe Form haben. Auch im Plural (zu den Gleisen = zun Gleisen) und bei unbestimmten Artikeln (zunem, zuner) finden Verschmelzungen auf dialektaler bzw. umgangssprachlicher Ebene statt. Weitere Beispiele: am, ans, beim, durchs, fürs, hinters, im, ins, vom, vorm usw.
Voraussetzung für eine Grammatikalisierung dieser präpositionalen Verschmelzungen wird allerdings sein, dass deren Entstehungsweise für den Sprecher nicht mehr erkennbar ist, was beispielsweise geschehen könnte durch das Wegfallen von zu als alleinstehende Präposition im Sprachgebrauch bei gleichzeitigem Weiterbestehen der Dativverschmelzungen zum, zur usw. Ein anderer Auslöser für eine Grammatikalisierung könnten Lautwandelprozesse sein, die keine offensichtliche Verbindung zwischen der eigentlichen Präposition und den Präpositionalverschmelzungen mehr erkennen lassen werden.

#### Plural-Umlaut
Ein Ausbau einer bereits entwickelten morphologischen Struktur ist bei der für das Deutsche sehr charakteristischen Pluralkennzeichnung durch Umlaut erkennbar. Nach dem Prinzip der Apfel – die Äpfel findet bei eigentlich nicht umgelauteten Mehrzahlen ein Systemausgleich statt:
- der Wagen – die Wägen (regional statt die Wagen)[8]

Dieser Prozess hat beispielsweise bereits beim Wort der Vogel stattgefunden, dessen alter Plural die Vogel durch Umlaut stärker markiert wurde. 
Ursprünglich wurde der Plural-Umlaut durch eine i-Endung im Plural althochdeutscher Formen ausgelöst, stand also zunächst ausschließlich im Plural von Nomen, deren Plural im Althochdeutschen auf ein -i endete:
germ. *gast, *gasti → ahd. gast, gesti → nhd. Gast, Gäste [gɛstə]
Durch die Nebensilbenabschwächung, in deren Zuge vom Germanischen bis zum Neuhochdeutschen alle Vokale am Wortende vererbter Wörter zu ə wurden (nur in der Aussprache, nicht im Geschriebenen), lässt sich dies heute nicht mehr nachvollziehen, weshalb der Pluralumlaut von den Sprechern unbewusst zum grammatikalischen Zeichen uminterpretiert wurde, das besonders im Süddeutschen Raum heute immer noch ausgebaut wird (der Tag – die Täg, der Arm – die Ärm u. a. m.).

#### Vereinzelte „Stärkung“ schwacher Verben
Einige wenige schwache Verben werden umgangssprachlich im Partizip Perfekt stark (winken – gewunken, analog zu getrunken, gesunken, gestunken). Die Tendenz geht im Deutschen jedoch eigentlich in die andere Richtung, hin zu schwachen Verben, also einer analytischeren Form. Vom Mittel- zum Neuhochdeutschen hat die Deutsche Sprache fast die Hälfte ihrer starken Verben eingebüßt, ein Prozess, der bis heute anhält (sieden – gesotten/gesiedet).

## Synthesegrade
Da Sprachen in der Regel mehr oder weniger synthetisch bzw. analytisch aufgebaut sind, hat die Sprachtypologie es unternommen, den Grad, in dem eine Sprache synthetische Eigenschaften aufweist, zu messen. Dazu wurde von Greenberg der Synthese-Index (degree of synthesis or gross complexity of the word) entwickelt als S = M/W (Synthese gleich Zahl der Morpheme durch Zahl der Wörter eines Textes/Textausschnittes). Ein solcher Index ermöglicht einen Vergleich innerhalb einer Sprache ebenso wie zwischen Sprachen hinsichtlich dieses Kriteriums. Die besondere Rolle der Flexion wird in diesem Index vernachlässigt, dafür aber in einem der anderen berücksichtigt.
Der Index wurde in der folgenden Forschung umgestellt zu S = W/M, wodurch alle Werte in das Intervall zwischen 0 und 1 fallen; außerdem wurde erforscht, wie dieser Index mit 9 weiteren Indizes korreliert. Auf diese Weise kann ermittelt werden, wie verschiedene Eigenschaften einer Sprache miteinander verbunden sind, dargestellt als „Netz der Merkmalszusammenhänge“.
Die folgende Tabelle gibt eine Übersicht über die Synthesewerte einiger Sprachen, bestimmt nach der Formel S = Wörter/Morpheme. Die Sprachen wurden nach dem Grad ihrer Synthese geordnet.
| Sprache              | Synthesegrad | Sprache                     | Synthesegrad |
| -------------------- | ------------ | --------------------------- | ------------ |
| Vietnamesisch        | 0.94         | Altkirchenslawisch          | 0.44         |
| Neupersisch          | 0.66         | Gotisch                     | 0.43         |
| Neuenglisch          | 0.60         | Türkisch, Schriftsprache    | 0.43         |
| Türkisch, gesprochen | 0.57         | Altpersisch                 | 0.41         |
| Neugriechisch        | 0.55         | Griechisch, Neues Testament | 0.41         |
| Bengali              | 0.53         | Ashoka-Prakrit              | 0.40         |
| Hethitisch           | 0.51         | Sanskrit                    | 0.39         |
| Griechisch Homers    | 0.48         | Suaheli                     | 0.39         |
| Altenglisch          | 0.47         | Vedisch der Rigveda         | 0.39         |
| Jakutisch            | 0.46         | Eskimo                      | 0.27         |

Anmerkung: Je höher der Wert des Synthesegrades, desto kürzer sind tendenziell die Wörter der entsprechenden Sprache. Daher steht das Eskimo am Ende der Tabelle, das als polysynthetische Sprache besonders komplexe Wörter hat. Vietnamesisch dagegen ist eine Sprache mit besonders einfacher Wortstruktur. Die älteren indogermanischen Sprachen (zum Beispiel Sanskrit) stehen eher am Ende, die neueren am Anfang der Tabelle (zum Beispiel Neuenglisch). Vergleicht man Alt- mit Neuenglisch oder Alt- mit Neupersisch, so zeigt sich hier die Tendenz von synthetischeren zu weniger synthetischen Wortstrukturen. Typisch ist auch der Unterschied zwischen gesprochenem und geschriebenem Türkisch.

## Zur Entwicklung und Stellung des Deutschen
Im vorigen Abschnitt war zu sehen, dass der Synthesegrad von einigen älteren indogermanischen Sprachen zu ihren neueren Sprachstadien hin abnimmt. Noch etwas differenzierter kann man das für das Deutsche anhand der Untersuchung von Horne darstellen. Hier ist zu beachten, dass Horne den Synthesegrad als S = Morpheme/Wörter definiert; man darf die Daten also nicht direkt mit denen des vorigen Abschnitts vergleichen.
Beim Synthesegrad wird nicht danach unterschieden, welche Funktion die Morpheme haben. Um auch die Funktion der Morpheme zu berücksichtigen, kann man bei Horne außer dem Synthesegrad noch den Grad der Komposition (K = Zahl der Wortwurzeln/Zahl der Wörter), den Grad der Ableitung (Derivation) (A = Zahl der Ableitungsmorpheme/Zahl der Wörter) und den Flexionsgrad (F = Zahl der Flexionsmorpheme/Zahl der Wörter) betrachten. Der Befund:
| Sprachstadium des Deutschen | S = Synthesegrad | K = Grad der Komposition | A = Grad der Ableitung | F = Grad der Flexion |
| --------------------------- | ---------------- | ------------------------ | ---------------------- | -------------------- |
| Althochdeutsch, Prosa       | 1.68             | 1.05                     | 0.02                   | 0.61                 |
| Althochdeutsch, Lyrik       | 1.72             | 1.04                     | 0.09                   | 0.59                 |
| Mittelhochdeutsch, Prosa    | 1.63             | 1.07                     | 0.05                   | 0.51                 |
| Mittelhochdeutsch, Lyrik    | 1.61             | 1.02                     | 0.09                   | 0.50                 |
| Neuhochdeutsch, Prosa       | 1.71             | 1.10                     | 0.19                   | 0.41                 |
| Neuhochdeutsch, Lyrik       | 1.58             | 1.05                     | 0.07                   | 0.46                 |

Zur Erläuterung: Eindeutig ist der Trend zum Abbau der Flexion; betrachtet man einmal nur die Prosatexte, so sinkt der Synthesegrad zunächst, um dann wieder anzusteigen. Der relativ niedrige Wert für das neuhochdeutsche Gedicht mag an dem einen von Horne ausgewählten Gedicht (Hans Carossa, Der alte Brunnen) liegen.
Da Horne bei ihren Untersuchungen immer nur 100-Wort-Text(abschnitt)e ausgewertet hat, kann man hinsichtlich der Repräsentativität für das Deutsche Zweifel hegen. Dass sie dennoch etwas Richtiges beobachtet hat, lässt sich aber mit umfänglichen Untersuchungen zum Syntheseindex in Gedichten nachweisen, der nun aber definiert ist als S = Zahl der Silben/Zahl der Wörter:
| Zeitraum     | Synthesegrad | Jahrhundert | Synthesegrad |
| ------------ | ------------ | ----------- | ------------ |
| um 1000      | 1.68         | um 1680     | 1.50         |
| um 1200      | 1.46         | um 1790     | 1.51         |
| 1520er Jahre | 1.38         | um 1800     | 1.59         |
| um 1620      | 1.45         | um 1930     | 1.58         |
| um 1640      | 1.39         | um 1970     | 1.60         |
| um 1650      | 1.42         |             |              |

Der Befund ist eindeutig: Es gibt eine Abnahme des Synthesegrades in Gedichten bis zum Beginn des 16. Jahrhunderts; danach steigt der Synthesegrad (mit Schwankungen) wieder an.
Entsprechende Ergebnisse zur Prosa (ohne Briefe) zeigen die gleiche Ab- und dann wieder Zunahme des Synthesegrades; Briefe (16. – 20. Jahrhundert) stimmen damit überein, nur dass für das 19. und 20. Jahrhundert leicht abnehmende Synthesegrade festzustellen sind, was vermutlich auf eine Änderung des Sprachstils in Briefen zurückzuführen ist.